# The Lab
The Lab (Originaltitel HaMaabada) ist ein Dokumentarfilm über Krieg als Experimentierfeld für die Militärindustrie. Der Film zeigt wie in Israel der Gazastreifen ebenso wie das Westjordanland zu eine Art "Labor" geworden sind, in denen israelische Waffen getestet und entwickelt werden.
Die israelisch-belgisch-französische Koproduktion von Gum Films aus dem Jahr 2013 wurde auf Hebräisch gedreht und hat englische Untertitel. Der Regisseur Yotam Feldman begleitet die führenden Köpfe der israelischen Waffenindustrie zu Diplomatenempfängen und auf Rüstungsmessen, besucht Entwickler und Produzenten und zeigt, dass wie jede israelische Militäroperation im Gazastreifen und im Westjordanland auch ein Werbefeldzug für Israels Waffenindustrie ist.
Der Film erregte eine Kontroverse, da er darstellt, wie eng das israelische Militär mit Rüstungsindustrie und Regierung verwoben ist und wie die Kriegseinsätze in den besetzten Gebieten als Marketing benutzt werden, um israelische Militärtechnologie weltweit zu vermarkten mit dem Prädikat "kampferprobt".

## Inhalt
Der 60-minütige Film zeigt die nach dem 11. September 2001 angestiegene Waffenproduktion und den von Israel ausgehenden Waffenhandel, der sich zu einem einträglichen Geschäft entwickelte. Dabei bleibt Regisseur Yotam Feldman neutral und bewertet nicht. Er bedient sich dabei Techniken des investigativen Journalismus. Er besucht verschiedene Waffenhändler und Rüstungsmessen und ist bei diplomatischen Treffen anwesend. Der Film zeigt, wie die privaten Waffenhändler ein Netzwerk israelischer Politiker und Führungskräfte der Armee manipulieren. Israelische Waffenhändler operieren weltweit und zeigen ausländischen Staaten, wie sie mit israelischer Technik zivile und paramilitärische Widerstandsgruppen bekämpfen können.
Die zentrale These des Films ist: Gaza und die Westbank sind Israels Waffenlabore, die Palästinenser die Versuchskaninchen, und der Krieg ist von einer Belastung zum hochprofitablen Geschäft mutiert.

## Auszeichnungen
Der Film wurde 2013 beim Tel Aviv International Documentary Film Festival als bestes Regiedebüt ausgezeichnet und auch beim Festival DOK Leipzig, beim Antenna Documentary Festival in Sydney und beim Filmfestival Visions du Réel in Nyon in der Schweiz gezeigt.